# Cimetière de Pfaffenhoffen
Le cimetière de Pfaffenhoffen est un monument historique situé à Pfaffenhoffen, dans le département français du Bas-Rhin.

## Localisation
Ces constructions sont situées à Pfaffenhoffen.

## Historique
L'édifice fait l'objet d'une inscription au titre des monuments historiques depuis 1984.